# Flagge der Afrikanischen Union
Die aktuelle Flagge der Afrikanischen Union wurde auf ihrer 14. ordentlichen Sitzung der Versammlung der Staats- und Regierungschefs, die am 31. Januar 2010 in Addis Abeba stattfand, angenommen. und ersetzt die zuvor genutzte Flagge der Afrikanischen Union (AU). Das Design wurde von Yadesa Bojia entworfen, einem in Äthiopien geborenen amerikanischen Künstler und Grafikdesigner.

## Beschreibung
Die grüne Flagge zeigt die Silhouette des Kontinents Afrika, von hinten bestrahlt durch eine weiße Sonne, die die Hoffnung symbolisieren soll. Der Kontinent ist umrahmt von 53 goldenen Sternen, die für die Mitgliedstaaten stehen. Inzwischen sind der Südsudan als 54. und Marokko als 55. Mitglied beigetreten.

## Geschichte

Flagge der AU zwischen 2004 und 2010

Emblem der Afrikanischen Union

Seit 1965 bestand die Organisation für Afrikanische Einheit (OAU), der Vorgänger der Afrikanischen Union. Diese Flagge wurde von 1970 bis 2002 als Flagge der OAU verwendet. Von ihr übernahm die AU zunächst ab 2004 die Flagge mit einem breiten, grünen Streifen oben, gefolgt von einem kleinen goldenen Band. Darunter befand sich ein weißer Streifen, der das Emblem der Afrikanischen Union in der Mitte trug, gefolgt von einem kleinen goldenen Band und einem breiteren grünen Streifen unten.
Die Farben der Flagge hatten folgenden Symbolwert:
- Grün symbolisiert die afrikanische Hoffnung und Streben nach Einheit.
- Gold steht für afrikanischen Wohlstand und eine gute Zukunft.
- Die Farbe Weiß repräsentiert die Reinheit und Afrikas Streben nach weltweiter wahrer Freundschaft.
- Rot (kaum erkennbar im zentralen Ring) steht für die afrikanische Solidarität und das im Freiheitskampf vergossene Blut.

Die einfarbige Karte Afrikas in der Mitte der Flagge ist bewusst ohne Grenzen dargestellt und steht für die Einheit Afrikas.